# Relations entre le Bangladesh et les Maldives
Les relations entre le Bangladesh et les Maldives sont les relations bilatérales de la république populaire du Bangladesh et de la république des Maldives,. Le contre-amiral Akhtar Habib est l'ambassadeur du Bangladesh aux Maldives.

## Histoire
Les Maldives et le Bangladesh ont établi des relations diplomatiques le 22 septembre 1978. Les Maldives ont ouvert leur haut-commissariat au Bangladesh en 2008. En 2011, le gouvernement des Maldives a supprimé les droits de douane sur toutes les exportations du Bangladesh vers le pays. En 2011, l'armée du Bangladesh a donné à la Force de défense nationale des Maldives sept camions militaires. Les Maldives ont fermé leur haut-commissariat à Dacca en mars 2014 après que le budget du ministère des affaires étrangères ait été réduit de 40 %. Le Bangladesh a proposé de payer le loyer des locaux de l'ambassade entre autres coûts locaux mais cela a été refusé « poliment » par les Maldives. En décembre 2014, le Bangladesh a envoyé 100 000 litres d'eau après que l'unique usine de dessalement des Maldives ait cessé de fonctionner après avoir pris feu. Les Maldives ont annoncé leur intention de rouvrir la Haute Commission à Dacca en juillet 2015.

## Relations économiques
Les Maldives comptent une importante population de travailleurs migrants bangladais et en ont encouragé la migration,. Le Bangladesh dispose d'un haut-commissariat aux Maldives. Le gouvernement des Maldives a régularisé le statut d'immigration de plus de 16 000 migrants bangladais en 2009. En 2011, le Bangladesh a exporté des marchandises d'une valeur de 0,72 million de dollars US et a importé des Maldives pour 1,46 million de dollars US. Selon les estimations officielles, il y aurait 70 à 80 000 Bangladais aux Maldives. Le 30 mars 2015, la communauté des expatriés bangladais a organisé une manifestation devant l'ambassade du Bangladesh pour protester contre la mort de deux expatriés bangladais. Le gouvernement des Maldives a averti que les manifestants risquaient de perdre leurs visas. Ahmed Tholal, le vice-président de la Commission des droits de l'homme des Maldives, a qualifié la décision du gouvernement d'inconstitutionnelle. Le Bangladesh exporte également des médicaments aux Maldives.